# Río Kaskaskia
El río Kaskaskia es un río de Estados Unidos, un afluente del río Misisipi que discurre por el centro y el sur del estado de Illinois. Con una longitud aproximada de 523 km es el segundo sistema fluvial más grande de Illinois, y drena una cuenca de 14 950 km² —aproximadamente el 10.2% del estado de Illinois—, en su mayoría un área rural de granjas y suaves colinas a lo largo del río pobladas de bosques de frondosas en su curso inferior. El curso bajo del río se ha canalizado para permitir el tráfico de barcazas.
A veces se encuentra «Cascasquia», una ortografía alternativa de «Kaskaskia», supuestamente más francesa.[cita requerida] El río fue nombrado por un clan de los Illiniwek encontrado por los primeros jesuitas franceses y otros colonos. «River Okaw» también fue un nombre alternativo del Kaskaskia, que aún persiste en algunos topónimos a lo largo del río, como Okawville y en el río West Okaw, un afluente importante.

## Hidrografía

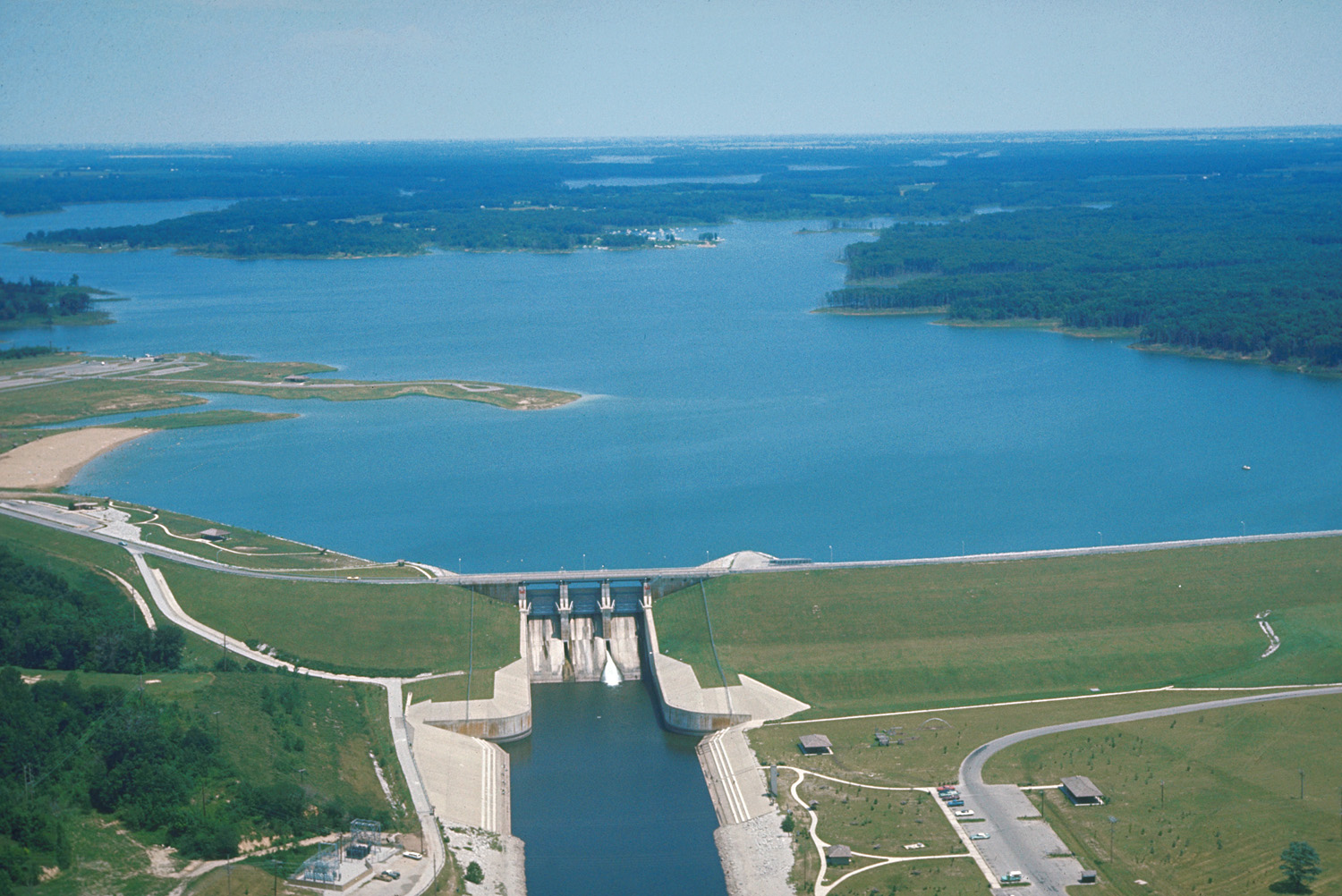
El lago y la presa Shelbyville en el río Kaskaskia en Shelbyville

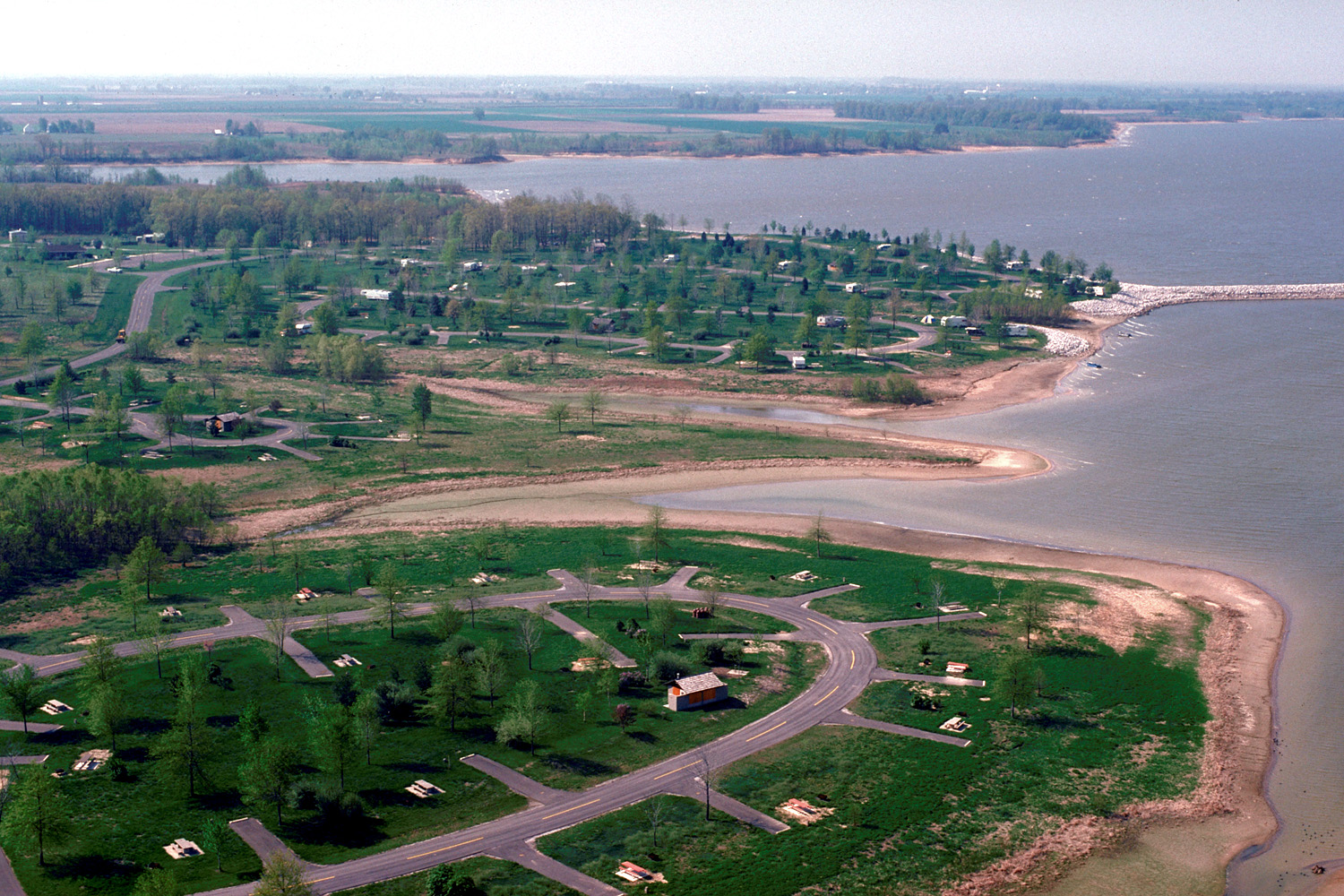
El lago Carlyle en la Coles Creek Recreation Area

El río Kaskaskia nace en el centro este de Illinois, en varias zanjas agrícolas a lo largo del lado oeste de Champaign. La cabecera del río está justo al norte de la Interstate 74, en la que está marcada con un signo. El río fluye hacia el sur a través de los condados rurales de Champaign y Douglas, luego se vuelve al suroeste a través del sur de Illinois, pasado Vandalia. Se une al Misisipi desde el norte aproximadamente a 16 km al noroeste de Chester y 64 km al sursureste de St. Louis (Misuri).
El Kaskaskia es embalsado en el condado de Shelby para formar el lago Shelbyville, inaugurado en 1970 y que tiene una superficie de 44,9 km². También se embalsa en el condado de Clinton, al suroeste de Vandalia, para formar el lago Carlyle, inaugurado en 1967 con una superficie de 105,2 km².
Durante la mayor parte del siglo XIX, el río se unió al Misisipi en Chester. La deforestación de las riberas del Misisipi y sus afluentes para alimentar a los cientos de barcos de vapor que surcaban el río tuvo varios efectos ambientales significativos; se desestabilizaron las riberas, haciendo que el Misisipi fuese más amplio y más superficial, lo que causó inundaciones más graves y condujo a cambios en el cauce lateral en el área de American Bottoms. Como secuela de la gran inundación de 1881, el Misisipi cambió de cauce y se trasladó al este para fluir a lo largo de 16 km en el cauce del bajo Kaskaskia, cambiando la confluencia 16 km al norte. Como resultado, una pequeña parte del estado de Illinois, incluyendo la antigua capital, Kaskaskia, fue separada de Illinois, cuando el río se trasladó a su lado este. Ahora se encuentra en el lado oeste del Misisipi. La comunidad de Kaskaskia ahora sólo puede ser alcanzado desde la orilla del estado de Misuri. El «Área Pesca & Vida Salvaje Río Kaskaskia» (Kaskaskia River State Fish & Wildlife Area) (de 80,94 km²) se encuentra a lo largo de la parte baja del río en el sur de Illinois.
Fort Kaskaskia se encuentra cerca de la desembocadura del río en el condado de Randolph.